# Hieracium lackschewitzii
Hieracium lackschewitzii là một loài thực vật có hoa trong họ Cúc. Loài này được (Dahlst.) Üksip ex Schljakov mô tả khoa học đầu tiên năm 1989.